# Tjay De Barr
Tjay De Barr (ur. 13 marca 2000 w Gibraltarze) – gibraltarski piłkarz, występujący na pozycji napastnika w gibraltarskim klubie Lincoln Red Imps oraz w reprezentacji Gibraltaru. W swojej karierze występował m.in. w angielskim trzecioligowym Wycombe Wanderers.

## Kariera[2][3]
| Klub                   | Miasto       | Debiut                                                             | Sukcesy                                                       | Mecze w międzynarodowych pucharach                                                                                | Liga                      |
| ---------------------- | ------------ | ------------------------------------------------------------------ | ------------------------------------------------------------- | --- | ------------------------- |
| Lincoln Red Imps F.C.  | Gibraltar    | 3 listopada 2016 Manchester 62 F.C. 1:6 Lincoln Red Imps F.C.      | - Mistrz Gibraltaru 2018 i 2021 - Puchar Gibraltaru 2020/2021 | Lincoln Red Imps F.C. 0:5 Rangers F.C. Fola Esch 2:2 Lincoln Red Imps F.C. Lincoln Red Imps F.C. 5:0 Fola Esch    | Gibraltar National League |
| Europa Point F.C.      | Gibraltar    | 28 stycznia 2017 Mons Calpe S.C. 2:0 Europa Point F.C.             | –                                                             | – | Gibraltar National League |
| Europa FC              | Gibraltar    | 12 sierpnia 2018 Lincoln Red Imps F.C. 1:1 (k.2:4) Europa FC       | - Superpuchar Gibraltaru 2018 - Puchar Gibraltaru 2018/2019   | UE Sant Julià 3:2 Europa FC Europa FC 4:0 UE Sant Julià Europa FC 0:0 Legia Warszawa Legia Warszawa 3:0 Europa FC | Gibraltar National League |
| Real Oviedo Vetusta    | Oviedo       | 25 sierpnia 2019 SCR Pena Deportiva 4:3 Real Oviedo Vetusta        | –                                                             | – | Segunda División B        |
| Wycombe Wanderers F.C. | High Wycombe | 24 sierpnia 2021 Stevenage F.C. 2:2 (k.3:5) Wycombe Wanderers F.C. | –                                                             | – | EFL League One            |
| Eastleigh F.C.         | Eastleigh    | 12 lutego 2022 Eastleigh F.C. 0:0 Yeovil Town F.C.                 | –                                                             | – | National League           |

## Statystyki reprezentacyjne[4]
(aktualne na dzień 15 kwietnia 2023)
| Występy i gole w reprezentacji | Występy i gole w reprezentacji | Występy i gole w reprezentacji | Występy i gole w reprezentacji | Występy i gole w reprezentacji | Występy i gole w reprezentacji | Występy i gole w reprezentacji | Występy i gole w reprezentacji | Występy i gole w reprezentacji       |
| Lp.                            | Data                           | Miasto                         | Przeciwnik                     | Wynik                          | Czas                           | Gole                           | Inne                           | Rozgrywki                            |
| ------------------------------ | ------------------------------ | ------------------------------ | ------------------------------ | ------------------------------ | ------------------------------ | ------------------------------ | ------------------------------ | ------------------------------------ |
| 1.                             | 25.03.2018                     | Gibraltar                      | Łotwa                          | 1:0 (0:0)                      | 86'–90'                        |                                |                                | mecz towarzyski                      |
| 2.                             | 06.09.2018                     | Gibraltar                      | Macedonia Północna             | 0:2 (0:2)                      | 1'–80'                         |                                | 40'                            | Liga Narodów UEFA 2018/2019          |
| 3.                             | 09.09.2018                     | Vaduz                          | Liechtenstein                  | 0:2 (0:1)                      | 1'–71'                         |                                | 54'                            | Liga Narodów UEFA 2018/2019          |
| 4.                             | 16.10.2018                     | Gibraltar                      | Liechtenstein                  | 2:1 (0:1)                      | 90+6'–90+7'                    |                                |                                | Liga Narodów UEFA 2018/2019          |
| 5.                             | 16.11.2018                     | Gibraltar                      | Armenia                        | 2:6 (1:1)                      | 1'–90'                         | 10'                            | 66'                            | Liga Narodów UEFA 2018/2019          |
| 6.                             | 19.11.2018                     | Skopje                         | Macedonia Północna             | 0:4 (0:1)                      | 1'–81'                         |                                |                                | Liga Narodów UEFA 2018/2019          |
| 7.                             | 23.03.2019                     | Gibraltar                      | Irlandia                       | 0:1 (0:0)                      | 1'–90'                         |                                | 90'                            | Eliminacje do Mistrzostw Europy 2020 |
| 8.                             | 26.03.2019                     | Gibraltar                      | Estonia                        | 0:1 (0:0)                      | 1'–90'                         |                                | 78'                            | mecz towarzyski                      |
| 9.                             | 07.06.2019                     | Tbilisi                        | Gruzja                         | 0:3 (0:1)                      | 1'–90'                         |                                |                                | Eliminacje do Mistrzostw Europy 2020 |
| 10.                            | 10.06.2019                     | Dublin                         | Irlandia                       | 0:2 (0:1)                      | 1'–90'                         |                                |                                | Eliminacje do Mistrzostw Europy 2020 |
| 11.                            | 05.09.2019                     | Gibraltar                      | Dania                          | 0:6 (0:2)                      | 1'–90'                         |                                |                                | Eliminacje do Mistrzostw Europy 2020 |
| 12.                            | 08.09.2019                     | Sion                           | Szwajcaria                     | 0:4 (0:3)                      | 1'–90'                         |                                |                                | Eliminacje do Mistrzostw Europy 2020 |
| 13.                            | 10.10.2019                     | Prisztina                      | Kosowo                         | 0:1 (0:0)                      | 1'–45'                         |                                |                                | mecz towarzyski                      |
| 14.                            | 15.10.2019                     | Gibraltar                      | Gruzja                         | 2:3 (0:0)                      | 1'–90'                         |                                |                                | Eliminacje do Mistrzostw Europy 2020 |
| 15.                            | 15.11.2019                     | Kopenhaga                      | Dania                          | 0:6 (0:1)                      | 1'–72'                         |                                |                                | Eliminacje do Mistrzostw Europy 2020 |
| 16.                            | 18.11.2019                     | Gibraltar                      | Szwajcaria                     | 1:6 (0:1)                      | 1'–62'                         |                                |                                | Eliminacje do Mistrzostw Europy 2020 |
| 17.                            | 7.10.2020                      | Ta’ Qali                       | Malta                          | 0:2 (0:1)                      | 50'–90'                        |                                |                                | mecz towarzyski                      |
| 18.                            | 10.10.2020                     | Vaduz                          | Liechtenstein                  | 1:0 (1:0)                      | 1'–72'                         | 10'                            | 23'                            | Liga Narodów UEFA 2020/2021          |
| 19.                            | 14.11.2020                     | Serravalle                     | San Marino                     | 0:0                            | 1'–90'                         |                                |                                | Liga Narodów UEFA 2020/2021          |
| 20.                            | 17.11.2020                     | Gibraltar                      | Liechtenstein                  | 1:1 (1:1)                      | 1'–90'                         |                                |                                | Liga Narodów UEFA 2020/2021          |
| 21.                            | 24.03.2021                     | Gibraltar                      | Norwegia                       | 0:3 (0:2)                      | 1'–90'                         |                                |                                | Eliminacje do Mistrzostw Świata 2022 |
| 22.                            | 30.03.2021                     | Gibraltar                      | Holandia                       | 0:7 (0:1)                      | 1'–90'                         |                                | 90'                            | Eliminacje do Mistrzostw Świata 2022 |
| 23.                            | 04.06.2021                     | Lublana                        | Słowenia                       | 0:6 (0:4)                      | 1'–68'                         |                                |                                | mecz towarzyski                      |
| 24.                            | 07.06.2021                     | Andora                         | Andora                         | 0:0                            | 1'–90'                         |                                |                                | mecz towarzyski                      |
| 25.                            | 01.09.2021                     | Ryga                           | Łotwa                          | 1:3 (0:0)                      | 1'–90'                         | 71'                            |                                | Eliminacje do Mistrzostw Świata 2022 |
| 26.                            | 04.09.2021                     | Gibraltar                      | Turcja                         | 0:3 (0:0)                      | 1'–73'                         |                                | 37'                            | Eliminacje do Mistrzostw Świata 2022 |
| 27.                            | 13.11.2021                     | Stambuł                        | Turcja                         | 0:6 (0:3)                      | 1'–59'                         |                                |                                | Eliminacje do Mistrzostw Świata 2022 |
| 28.                            | 16.11.2021                     | Gibraltar                      | Łotwa                          | 1:3 (1:1)                      | 1'–45'                         |                                | asysta                         | Eliminacje do Mistrzostw Świata 2022 |
| 29.                            | 16.11.2022                     | Gibraltar                      | Liechtenstein                  | 2:0 (2:0)                      | 1'–71'                         |                                |                                | mecz towarzyski                      |
| 30.                            | 19.11.2022                     | Gibraltar                      | Andora                         | 1:0 (1:0)                      | 1'–87'                         |                                |                                | mecz towarzyski                      |

## Sukcesy[5]

### Klubowe
(aktualne na 27 stycznia 2023)
- Mistrz Gibraltaru 2018 i 2021
- Puchar Gibraltaru 2018/2019 i 2020/2021
- Superpuchar Gibraltaru 2018

### Reprezentacyjne
brak większych sukcesów